# Zachary Attard
Zachary Attard (18 de junio de 1999) es un deportista de Australia que compite en natación. Ganó tres medallas en el Campeonato Mundial Junior de Natación de 2017, plata en 4 × 100 m libre mixto y bronce en 4 × 100 m libre y 4 × 100 m estilos.